# ICC U19-Cricket-Weltmeisterschaft 2016
Die ICC U19-Cricket-Weltmeisterschaft 2016 war die zehnte Austragung der vom International Cricket Council organisierten Junioren Cricket-Weltmeisterschaft und wird vom 27. Januar bis 13. Februar in Bangladesch ausgetragen. Die Weltmeisterschaft wird im One-Day International-Format ausgetragen, bei dem jedes Team jeweils ein Innings über maximal 50 Over bestreitet.

## Teilnehmer
Neben den Juniorenmannschaften der zehn Testnationen haben sich mit Afghanistan, Fiji, Kanada, Namibia und Schottland über regionale Qualifikationsturniere und Nepal über ein globales Qualifikationsturnier für die Endrunde qualifiziert. Am 5. Januar 2016 erklärte der australische Verband aus Sicherheitsgründen kein Team nach Bangladesch zu entsenden. Als Ersatz wurde Irland nominiert, das Zweiter beim globalen Qualifikationsturnier geworden waren.
| - Afghanistan - Bangladesch - Kanada - England | - Fidschi - Indien - Irland - Namibia | - Nepal - Neuseeland - Pakistan - Schottland | - Südafrika - Simbabwe - Sri Lanka - West Indies |

## Format
In vier Vorrundengruppen mit jeweils vier Mannschaften spielte jeder gegen jeden, wobei ein Sieg zwei Punkte, ein Unentschieden oder ein No Result einen Punkt einbringt. Es qualifizieren sich die jeweils besten zwei Mannschaften für das Viertelfinale und die beiden Gruppenletzten für die Trostrunde. Die Sieger des Viertelfinales qualifizieren sich für das Halbfinale, die dann die Finalteilnehmer ermittelten. Es werden alle Plätze ausgespielt, so dass insgesamt 48 Spiele stattfinden.

## Aufwärmspiele
| 22. Januar Scorecard | Fatullah | West Indies 342-4 (50)           | – | Schottland 194-7 (50) |
|                      |          | West Indies gewinnt mit 148 Runs |   |                       |

| 22. Januar Scorecard | Fatullah | Südafrika 332-7 (50)           | – | Fidschi 49 (30.4) |
|                      |          | Südafrika gewinnt mit 283 Runs |   |                   |

| 23. Januar Scorecard | Sabhar | Pakistan 291-7 (50)           | – | Nepal 181-9 (50) |
|                      |        | Pakistan gewinnt mit 110 Runs |   |                  |

| 23. Januar Scorecard | Sabhar | Neuseeland 204-8 (50)           | – | Sri Lanka 205-6 (36.1) |
|                      |        | Sri Lanka gewinnt mit 4 Wickets |   |                        |

| 23. Januar Scorecard | Sabhar | Afghanistan 277 (50)             | – | Irland 151 (44.3) |
|                      |        | Afghanistan gewinnt mit 126 Runs |   |                   |

| 23. Januar Scorecard | Sabhar | Indien 485-6 (50)           | – | Kanada 113 (31.1) |
|                      |        | Indien gewinnt mit 372 Runs |   |                   |

| 23. Januar Scorecard | Chittagong | England 307-7 (50)           | – | Namibia 152 (34) |
|                      |            | England gewinnt mit 155 Runs |   |                  |

| 23. Januar Scorecard | Chittagong | Bangladesch 284-9 (50)          | – | Simbabwe 221-7 (50) |
|                      |            | Bangladesch gewinnt mit 63 Runs |   |                     |

| 24. Januar Scorecard | Fatullah | West Indies 153-9 (35) | – | Südafrika 153-4 (35) |
|                      |          | Unentschieden          |   |                      |

| 24. Januar Scorecard | Fatullah | Schottland 192-8 (36)          | – | Fidschi 171 (31.3) |
|                      |          | Schottland gewinnt mit 21 Runs |   |                    |

| 25. Januar Scorecard | Sabhar | Neuseeland 212 (48.5)          | – | Afghanistan 199 (47.3) |
|                      |        | Neuseeland gewinnt mit 13 Runs |   |                        |

| 25. Januar Scorecard | Sabhar | Sri Lanka 230-9 (45)          | – | Nepal 165 (42.1) |
|                      |        | Sri Lanka gewinnt mit 65 Runs |   |                  |

| 25. Januar Scorecard | Sabhar | Irland 197 (45.1)            | – | Kanada 198-6 (45.4) |
|                      |        | Kanada gewinnt mit 4 Wickets |   |                     |

| 25. Januar Scorecard | Sabhar | Pakistan 197 (44.1)          | – | Indien 198-5 (33.4) |
|                      |        | Indien gewinnt mit 5 Wickets |   |                     |

| 25. Januar Scorecard | Chittagong | Namibia 120 (39.5)             | – | Simbabwe 121-2 (22.2) |
|                      |            | Simbabwe gewinnt mit 8 Wickets |   |                       |

| 25. Januar Scorecard | Chittagong | Bangladesch 246-8 (50)          | – | England 149 (48.1) |
|                      |            | Bangladesch gewinnt mit 97 Runs |   |                    |

## Vorrunde

### Gruppe A
Tabelle
| Gruppe A    | Sp. | S | N | NR | P | NRR    |
| ----------- | --- | - | - | -- | - | ------ |
| Bangladesch | 3   | 3 | 0 | 0  | 6 | +2.151 |
| Namibia     | 3   | 2 | 1 | 0  | 4 | +0.035 |
| Südafrika   | 3   | 1 | 2 | 0  | 2 | −0.027 |
| Schottland  | 3   | 0 | 3 | 0  | 0 | −2.356 |

| 27. Januar Scorecard | Chittagong | Bangladesch 240-7 (50)          | – | Südafrika 197 (48.4) |
|                      |            | Bangladesch gewinnt mit 43 Runs |   |                      |

| 29. Januar Scorecard | Cox’s Bazar | Schottland 159 (36.3)         | – | Namibia 162-1 (26) |
|                      |             | Namibia gewinnt mit 9 Wickets |   |                    |

| 31. Januar Scorecard | Cox’s Bazar | Bangladesch 256-6 (50)           | – | Schottland 142 (47.2) |
|                      |             | Bangladesch gewinnt mit 114 Runs |   |                       |

| 31. Januar Scorecard | Cox’s Bazar | Südafrika 136-9 (50)          | – | Namibia 137-8 (39.4) |
|                      |             | Namibia gewinnt mit 2 Wickets |   |                      |

| 2. Februar Scorecard | Cox’s Bazar | Namibia 65 (32.5)                 | – | Bangladesch 66-2 (16) |
|                      |             | Bangladesch gewinnt mit 8 Wickets |   |                       |

| 2. Februar Scorecard | Cox’s Bazar | Schottland 127 (45.4)            | – | Südafrika 129-0 (29) |
|                      |             | Südafrika gewinnt mit 10 Wickets |   |                      |

### Gruppe B
Tabelle
| Gruppe B    | Sp. | S | N | NR | P | NRR    |
| ----------- | --- | - | - | -- | - | ------ |
| Pakistan    | 3   | 3 | 0 | 0  | 6 | +0.972 |
| Sri Lanka   | 3   | 2 | 1 | 0  | 4 | +1.373 |
| Afghanistan | 3   | 1 | 2 | 0  | 2 | −0.067 |
| Kanada      | 3   | 0 | 3 | 0  | 0 | −2.640 |

| 28. Januar Scorecard | Sylhet (SIS) | Afghanistan 126 (41.2)         | – | Pakistan 129-4 (31.3) |
|                      |              | Pakistan gewinnt mit 6 Wickets |   |                       |

| 28. Januar Scorecard | Sylhet (SDS) | Sri Lanka 315-6 (50)           | – | Kanada 119 (39.2) |
|                      |              | Sri Lanka gewinnt mit 196 Runs |   |                   |

| 30. Januar Scorecard | Sylhet (SIS) | Sri Lanka 184 (48.1)          | – | Afghanistan 151 (44.5) |
|                      |              | Sri Lanka gewinnt mit 33 Runs |   |                        |

| 30. Januar Scorecard | Sylhet (SDS) | Kanada 178 (48.3)              | – | Pakistan 180-3 (40.5) |
|                      |              | Pakistan gewinnt mit 7 Wickets |   |                       |

| 1. Februar Scorecard | Sylhet (SIS) | Kanada 147 (50)                   | – | Afghanistan 149-6 (24.1) |
|                      |              | Afghanistan gewinnt mit 4 Wickets |   |                          |

| 3. Februar Scorecard | Dhaka | Pakistan 212 (48.4)          | – | Sri Lanka 189 (46.4) |
|                      |       | Pakistan gewinnt mit 23 Runs |   |                      |

### Gruppe C
Tabelle
| Gruppe C    | Sp. | S | N | NR | P | NRR    |
| ----------- | --- | - | - | -- | - | ------ |
| England     | 3   | 3 | 0 | 0  | 6 | +3.260 |
| West Indies | 3   | 2 | 1 | 0  | 4 | +1.353 |
| Simbabwe    | 3   | 1 | 2 | 0  | 2 | −0.037 |
| Fidschi     | 3   | 0 | 3 | 0  | 0 | −5.150 |

| 27. Januar Scorecard | Chittagong (MAA) | England 371-3 (50)           | – | Fidschi 72 (27.3) |
|                      |                  | England gewinnt mit 299 Runs |   |                   |

| 29. Januar Scorecard | Chittagong (MAA) | Fidschi 81 (27.4)              | – | Simbabwe 84-3 (18.5) |
|                      |                  | Simbabwe gewinnt mit 7 Wickets |   |                      |

| 29. Januar Scorecard | Chittagong (ZAC) | England 282-7 (50)          | – | West Indies 221 (43.4) |
|                      |                  | England gewinnt mit 61 Runs |   |                        |

| 31. Januar Scorecard | Chittagong (MAA) | West Indies 340-7 (50)           | – | Fidschi 78 (27.3) |
|                      |                  | West Indies gewinnt mit 262 Runs |   |                   |

| 31. Januar Scorecard | Chittagong (ZAC) | England 288-4 (50)           | – | Simbabwe 159 (43.4) |
|                      |                  | England gewinnt mit 129 Runs |   |                     |

| 2. Februar Scorecard | Chittagong (ZAC) | West Indies 226-9 (50)         | – | Simbabwe 224 (49) |
|                      |                  | West Indies gewinnt mit 2 Runs |   |                   |

### Gruppe D
Tabelle
| Gruppe D   | Sp. | S | N | NR | P | NRR    |
| ---------- | --- | - | - | -- | - | ------ |
| Indien     | 3   | 3 | 0 | 0  | 6 | +2.581 |
| Nepal      | 3   | 2 | 1 | 0  | 4 | +0.032 |
| Neuseeland | 3   | 1 | 2 | 0  | 2 | −0.810 |
| Irland     | 3   | 0 | 3 | 0  | 0 | −1.705 |

| 28. Januar Scorecard | Fatullah | Nepal 238-7 (50)          | – | Neuseeland 206 (47.1) |
|                      |          | Nepal gewinnt mit 32 Runs |   |                       |

| 28. Januar Scorecard | Dhaka | Indien 268-9 (50)          | – | Irland 189 (49.1) |
|                      |       | Indien gewinnt mit 79 Runs |   |                   |

| 30. Januar Scorecard | Dhaka | Indien 258-8 (50)           | – | Neuseeland 138 (31.3) |
|                      |       | Indien gewinnt mit 120 Runs |   |                       |

| 30. Januar Scorecard | Fatullah | Irland 131-9 (50)           | – | Nepal 132-2 (25.3) |
|                      |          | Nepal gewinnt mit 8 Wickets |   |                    |

| 1. Februar Scorecard | Dhaka | Nepal 169-8 (48)             | – | Indien 175-3 (18.1) |
|                      |       | Indien gewinnt mit 7 Wickets |   |                     |

| 1. Februar Scorecard | Fatullah | Irland 212 (47.5)                | – | Neuseeland 213-6 (40.1) |
|                      |          | Neuseeland gewinnt mit 4 Wickets |   |                         |

## Hauptrunde

### Viertelfinale
| 5. Februar Scorecard | Dhaka | Nepal 211-9 (50)                  | – | Bangladesch 215-4 (48.2) |
|                      |       | Bangladesch gewinnt mit 6 Wickets |   |                          |

| 6. Februar Scorecard | Fatullah | Indien 349-6 (50)           | – | Namibia 152 (39) |
|                      |          | Indien gewinnt mit 197 Runs |   |                  |

| 7. Februar Scorecard | Dhaka | England 184 (49.2)              | – | Sri Lanka 186-4 (35.4) |
|                      |       | Sri Lanka gewinnt mit 6 Wickets |   |                        |

| 8. Februar Scorecard | Fatullah | Pakistan 227-6 (50)               | – | West Indies 229-5 (40) |
|                      |          | West Indies gewinnt mit 5 Wickets |   |                        |

### Halbfinale
| 9. Februar Scorecard | Dhaka | Indien 267-9 (50)          | – | Sri Lanka 170 (42.4) |
|                      |       | Indien gewinnt mit 97 Runs |   |                      |

| 11. Februar Scorecard | Dhaka | Bangladesch 226 (50)              | – | West Indies 230-7 (48.4) |
|                       |       | West Indies gewinnt mit 3 Wickets |   |                          |

### Halbfinale für 5. bis 8. Platz
| 9. Februar Scorecard | Fatullah | Pakistan 258-8 (50)           | – | Nepal 136 (43.5) |
|                      |          | Pakistan gewinnt mit 122 Runs |   |                  |

| 10. Februar Scorecard | Fatullah | England 286-9 (48)           | – | Namibia 83 (25.2) |
|                       |          | England gewinnt mit 203 Runs |   |                   |

### Spiel um den 7. Platz
| 11. Februar Scorecard | Fatullah | Namibia 225-9 (45)          | – | Nepal 210 (44.2) |
|                       |          | Namibia gewinnt mit 15 Runs |   |                  |

### Spiel um den 5. Platz
| 12. Februar Scorecard | Fatullah | England 264-7 (50)             | – | Pakistan 265-3 (43.1) |
|                       |          | Pakistan gewinnt mit 7 Wickets |   |                       |

### Spiel um den 3. Platz
| 13. Februar Scorecard | Fatullah | Sri Lanka 214 (48.5)              | – | Bangladesch 218-7 (49.3) |
|                       |          | Bangladesch gewinnt mit 3 Wickets |   |                          |

### Finale
| 14. Februar Scorecard | Dhaka | Indien 145 (45.1)                 | – | West Indies 146-5 (49.3) |
|                       |       | West Indies gewinnt mit 5 Wickets |   |                          |

## Trostrunde

### Trostrundenviertelfinale
| 4. Februar Scorecard | Cox’s Bazar | Irland 185-7 (50)               | – | Südafrika 187-2 (46) |
|                      |             | Südafrika gewinnt mit 8 Wickets |   |                      |

| 4. Februar Scorecard | Cox’s Bazar | Schottland 181-9 (50)            | – | Neuseeland 185-3 (27) |
|                      |             | Neuseeland gewinnt mit 7 Wickets |   |                       |

| 5. Februar Scorecard | Cox’s Bazar | Afghanistan 340-9 (50)           | – | Fidschi 114 (31.2) |
|                      |             | Afghanistan gewinnt mit 226 Runs |   |                    |

| 5. Februar Scorecard | Cox’s Bazar | Kanada 186-8 (50)              | – | Simbabwe 190-4 (31.4) |
|                      |             | Simbabwe gewinnt mit 6 Wickets |   |                       |

### Halbfinale für den 9. bis 12. Platz
| 8. Februar Scorecard | Cox’s Bazar | Südafrika 91 (39.5)            | – | Simbabwe 94-2 (22) |
|                      |             | Simbabwe gewinnt mit 8 Wickets |   |                    |

| 9. Februar Scorecard | Cox’s Bazar | Neuseeland 135 (44.5)             | – | Afghanistan 137-2 (27.3) |
|                      |             | Afghanistan gewinnt mit 8 Wickets |   |                          |

### Halbfinale für 13. bis 16. Platz
| 7. Februar Scorecard | Cox’s Bazar | Kanada 139 (48.2)            | – | Irland 142-4 (34.3) |
|                      |             | Irland gewinnt mit 6 Wickets |   |                     |

| 8. Februar Scorecard | Cox’s Bazar | Schottland 225 (48.1)          | – | Fidschi 149 (42.2) |
|                      |             | Schottland gewinnt mit 76 Runs |   |                    |

### Spiel um den 15. Platz
| 11. Februar Scorecard | Cox’s Bazar | Fidschi 83 (28)              | – | Kanada 84-2 (20) |
|                       |             | Kanada gewinnt mit 8 Wickets |   |                  |

### Spiel um den 13. Platz
| 10. Februar Scorecard | Cox’s Bazar | Irland 235-7 (50)          | – | Schottland 140 (44) |
|                       |             | Irland gewinnt mit 95 Runs |   |                     |

### Spiel um den 11. Platz
| 12. Februar Scorecard | Cox’s Bazar | Südafrika 288-6 (50)           | – | Neuseeland 150 (38.4) |
|                       |             | Südafrika gewinnt mit 138 Runs |   |                       |

### Trostrundenfinale
| 12. Februar Scorecard | Dhaka | Simbabwe 216-9 (50)               | – | Afghanistan 218-5 (46.5) |
|                       |       | Afghanistan gewinnt mit 5 Wickets |   |                          |